# Grey Oceans
Grey Oceans (2010) è il quarto album del duo CocoRosie.

## Descrizione
Grey Oceans è un album dalle sonorità più pulite e meno elettroniche rispetto ai lavori precedenti delle CocoRosie. Le due sorelle fanno largo uso di strumenti a corda, dal mandolino al sitar, fino a giungere all'arpa che accompagna interamente il singolo Gallows. Gli strumenti a fiato (trombe e tromboni in Lemonade) vengono poi affiancati dalle consuete campionature e distorsioni.
Il carattere generale dell'opera verte ad un certo misticismo, riscontrabile oltre che dalle atmosfere dai testi delle canzoni, particolarmente evocativi. Da Undertaker a Gallows (cantata dal punto di vista di due defunte), passando per la ballata al pianoforte Grey Oceans, il tema della morte è centrale. Canzoni come Hopscotch e Lemonade hanno invece un'aria più leggera.

## Tracce
1. Trinity's Crying
2. Smokey Taboo
3. Hopscotch
4. Undertaker
5. Grey Oceans
6. R.I.P. Burn Face
7. The Moon Asked the Crow
8. Lemonade
9. Gallows
10. Fairy Paradise
11. Here I Come